# Nanortalik
Nanortalik (del groenlandès «lloc dels ossos polars» o «lloc on van els ossos polars») és una població del sud de Groenlàndia que pertany a la municipalitat de Kujalleq.
El 2013 tenia 1.337 habitants. És la desena població més poblada de l'illa i la més meridional amb més de 1000 habitants.

## Geografia
Nanortalik està situat en una petita illa (també anomenada Nanortalik) a les ribes del Mar de Labrador, a uns 100 km al nord de Uummannarsuaq, la punta sud de Groenlàndia.
L'illa de Nanortalik està situada a prop de la desembocadura del fiord Tasermiut, de 70 km de llarg. L'illa mesura aproximadament 10 km de diàmetre i compta amb dues petites muntanyes: Quaqqarsuasik (Storfjeldet en danès) de 559 m i Quassik (Ravnefjeldet en danès que significa «corb de la muntanya») de 308 m.

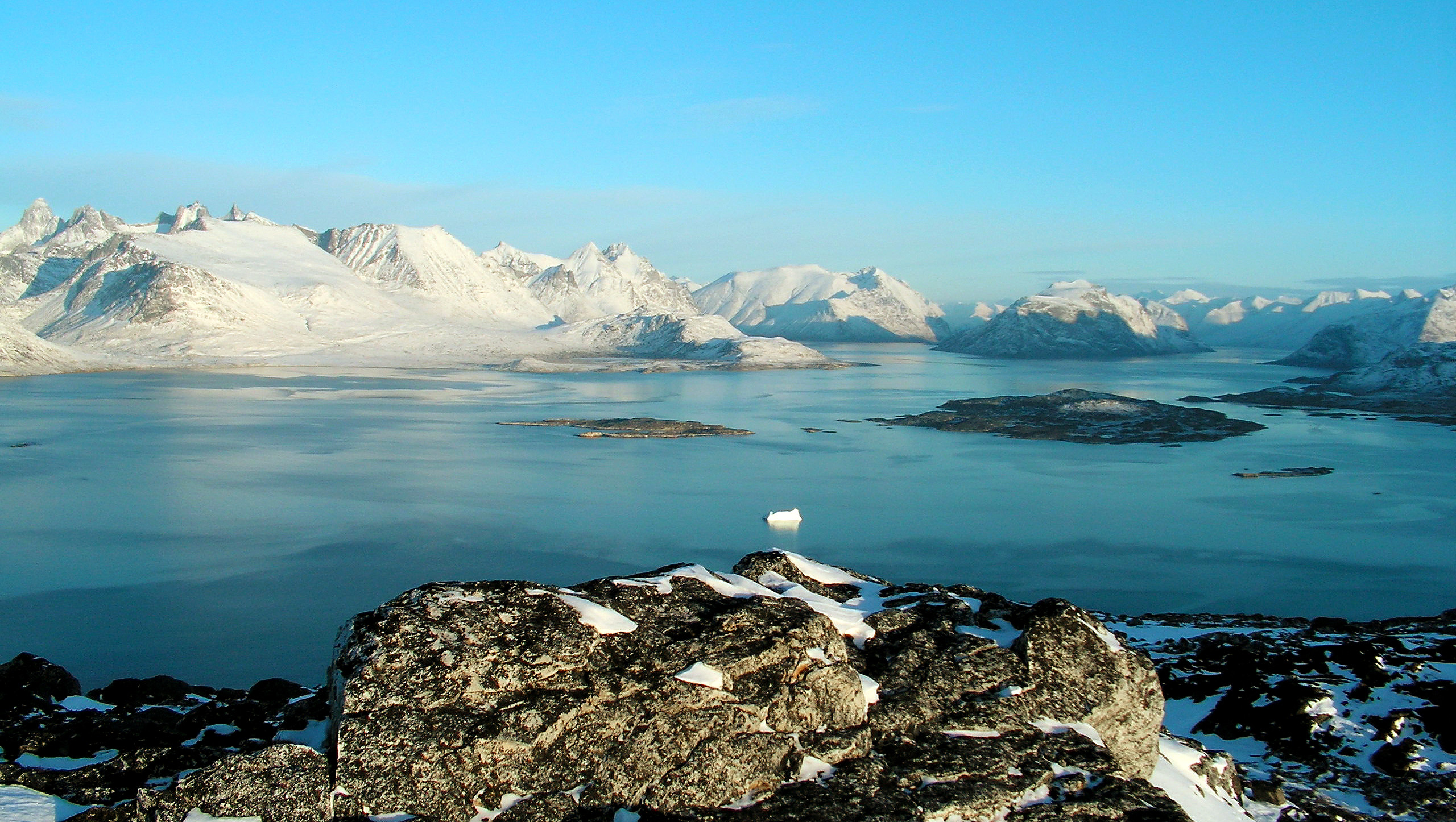
Vista desde el cim del Nanortalik

Nanortalik és més conegut per les seves muntanyes de pics alts i parets verticals del fiord de Tasermiut. Noms com la muntanya Ketil (1500 m) i Ulamertorsuaq són coneguts pels alpinistes de tot el món. Les muntanyes de la regió es poden comparar fàcilment amb les rutes més difícils dels Alps, amb ascensions difícils que només poden intentar els escaladors experimentats.

## Flora i fauna
Encara Groenlàndia gairebé no té arbres, a 40 km al nord de la ciutat hi ha la vall Qinngua on es troba l'únic bosc a Groenlàndia (60° 17' 38" N, 44° 29' 45" O). La vall té unes 300 espècies de plantes, a més de molts líquens.
La fauna de l'illa Nanortalik és bastant escassa a causa dels caçadors nadius i és poc probable veure cap mamífer més gran que un ratolí a l'illa. No obstant això, les àrees circumdants compten amb nombroses espècies, sobretot d'aus.
Les foques són comunes en els voltants fiords. La foca més comúna és la foca ocel·lada, seguida de la foca de cresta i la foca de Groenlàndia.
A més dels foques, les plaques de gel també porten a la deriva els ossos polars de la costa est (d'aquí el nom Nanortalik). Cada any, entre els mesos de gener a juny, són vistos a la zona un gran nombre d'ossos, però poques vegades presenten una amenaça per a les persones.
Durant la primavera fins a finals de l'estiu, hi ha moltes balenes a les aigües del voltant de la ciutat. Des d'agost fins a octubre es poden veure rorquals d'aleta blanca a prop de l'entrada del fiord Tasermiut.

## Història
Per la seva localització, l'illa de Nanortalik va ser una de les primeres parts de Groenlàndia amb assentaments tant per part dels Inuit com dels nòrdics.
Els caçadors de Qaqortoq van fundar en 1770 la ciutat de Nanortalik com un lloc comercial amb el nom de Sissarissoq, actualment en ruïnes. En 1830 es va traslladar a la seva actual ubicació degut a les males condicions d'accés.

## Població
La majoria de les poblacions i assentaments del sud de Groenlàndia presenten uns patrons de creixement negatiu durant les últimes dues dècades, i molts assentaments s'han despoblat ràpidament.

## Comunicacions
Nanortalik té un heliport (IATA: JNN; ICAO:BGNN) amb una pista de 60x20 metres que opera amb Air Greenland durant tot l'any directament amb l'aeroport de Narsarsuaq (IATA: UAK; ICAO: BGBW) i indirectament amb la resta de Groenlàndia i Europa.

## Clima
El clima predominant és l'anomenat clima de tundra. La classificació climàtica de Köppen és ET. La temperatura mitjana anual a Nanortalik és d'1,5 °C.
| Mesos                  | gen    | feb    | mar    | abr    | mai   | jun    | jul    | ago    | set   | oct    | nov    | des    | any    |
| ---------------------- | ------ | ------ | ------ | ------ | ----- | ------ | ------ | ------ | ----- | ------ | ------ | ------ | ------ |
| Mitjana de les màximes | -1,3°C | -0,7°C | 0,0°C  | 3,6°C  | 7,5°C | 10,4°C | 12,4°C | 12,1°C | 9,0°C | 4,6°C  | 1,5°C  | -0,7°C | 4,8°C  |
| Mitjana de les mínimes | -8,0°C | -7,5°C | -6,8°C | -3,1°C | 0,6°C | 2,8°C  | 4,8°C  | 4,8°C  | 2,6°C | -1,0°C | -4,3°C | -7,0°C | -1,8°C |
| Pluja                  | 93mm   | 85mm   | 81mm   | 86mm   | 75mm  | 87mm   | 94mm   | 105mm  | 122mm | 99mm   | 110mm  | 104mm  | 1141mm |

## Activitats en Nanortalik

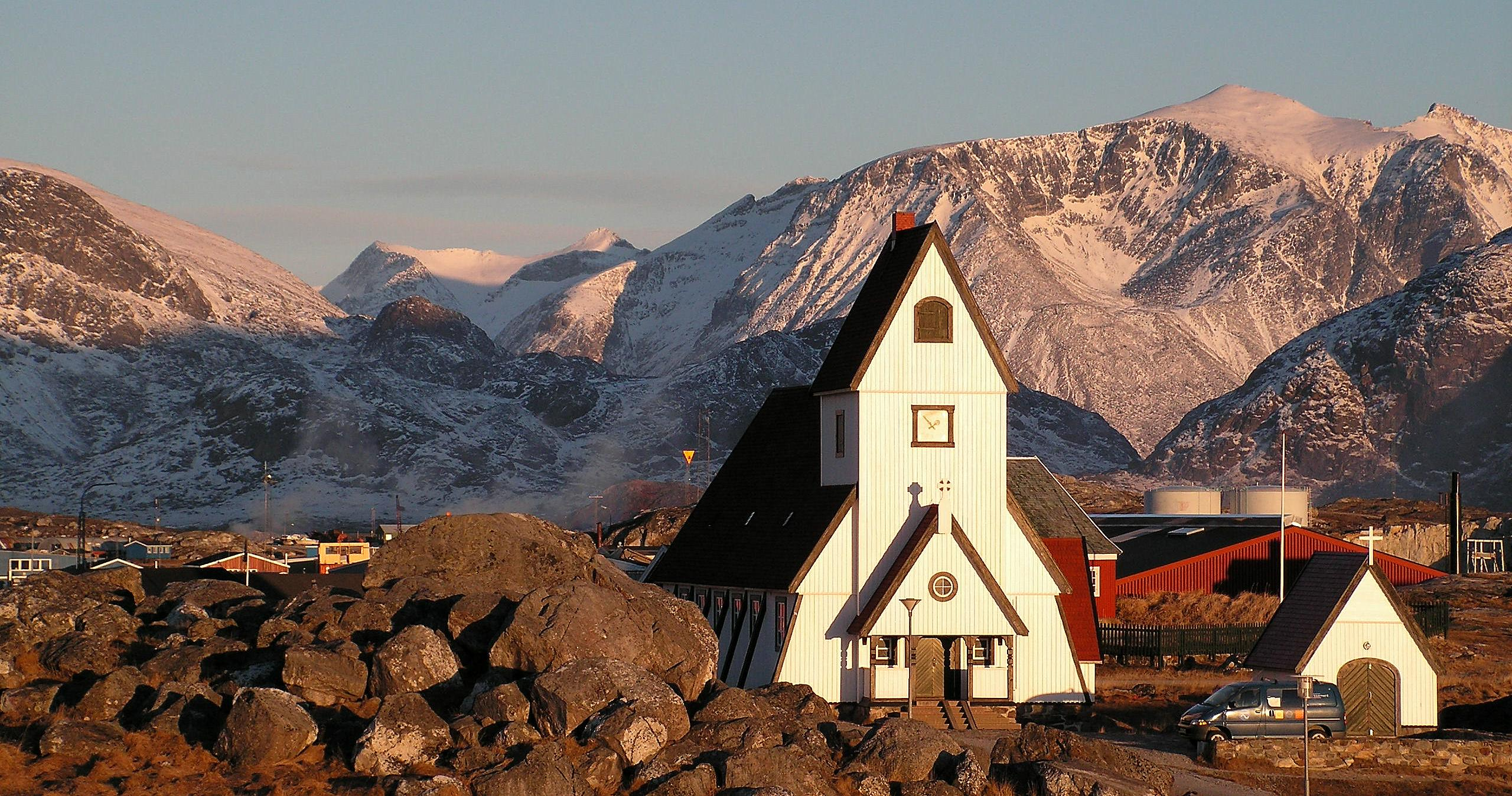
Església de Nanortalik

Nanortalik té poc comerç productiu. No hi ha fàbriques ni activitats de pesca a gran escala perquè el gel marí impedeix la pesca durant diversos mesos a l'any. La pesca artesanal amb petites embarcacions, la pesca del cranc, la caça d'aus marines i el turisme proporcionen la major part dels ingressos de producció local. Durant la primavera es cacen foques entre les illes perifèriques, que van a la deriva sobre plaques de gel camí cap al nord.
Entre els anys 1915 i 1925 va estar en funcionament una mina de grafit a uns 20 km de la ciutat. La mina va ser abandonada el 1925.
S'ha trobat una mina d'or a la vall de Kirkespir (Kirkespirdalen) (60° 21' 26" N, 45° 10' 7" O), a 30 km al nord de Nanortalik i això pot fer que canviï l'estructura econòmica de la ciutat.

## Agermanaments
- Kolding, Dinamarca
- Roskilde, Dinamarca
- Ísafjörður, Islàndia